# Zlaté maliny za rok 2002
23. výroční Zlatá malina byla vyhlášena v hotelu Sheraton v Santa Monice. Ceny byly rozdány 22. března 2003.

## Nominace
| Kategorie                                          | Nominace (vítěz tučně) |
| -------------------------------------------------- | --- |
| Nejhorší film                                      | Trosečníci (Screen Gems)                                                                                                   |
| Nejhorší film                                      | Pluto Nash (Warner Bros.)                                                                                                  |
| Nejhorší film                                      | Crossroads (Paramount) |
| Nejhorší film                                      | Pinocchio (Miramax) |
| Nejhorší film                                      | Star Wars: Epizoda II – Klony útočí (20th Century Fox)                                                                     |
| Nejhorší herec                                     | Roberto Benigni ve filmu Pinocchio                                                                                         |
| Nejhorší herec                                     | Adriano Giannini ve filmu Trosečníci                                                                                       |
| Nejhorší herec                                     | Eddie Murphy ve filmu Pluto Nash, Jsem agent a Showtime                                                                    |
| Nejhorší herec                                     | Steven Seagal ve filmu Na pokraji smrti                                                                                    |
| Nejhorší herec                                     | Adam Sandler ve filmu Osm bláznivých večerů a Úžasná událost                                                               |
| Nejhorší herečka                                   | Madonna ve filmu Trosečníci a Britney Spears ve filmu Crossroads                                                           |
| Nejhorší herečka                                   | Angelina Jolie ve filmu Život nebo něco takového                                                                           |
| Nejhorší herečka                                   | Jennifer Lopez ve filmu Dost a Krásná pokojská                                                                             |
| Nejhorší herečka                                   | Winona Ryder ve filmu Úžasná událost                                                                                       |
| Nejhorší herec ve vedlejší roli                    | Hayden Christensen ve filmu Star Wars: Epizoda II – Klony útočí                                                            |
| Nejhorší herec ve vedlejší roli                    | Tom Green ve filmu Zloději z Harvardu                                                                                      |
| Nejhorší herec ve vedlejší roli                    | Freddie Prinze, Jr. ve filmu Scooby-Doo                                                                                    |
| Nejhorší herec ve vedlejší roli                    | Christopher Walken ve filmu Country Bears                                                                                  |
| Nejhorší herec ve vedlejší roli                    | Robin Williams ve filmu Smoochy                                                                                            |
| Nejhorší herečka ve vedlejší roli                  | Madonna ve filmu Dnes neumírej                                                                                             |
| Nejhorší herečka ve vedlejší roli                  | Lara Flynn Boylová ve filmu Muži v černém II                                                                               |
| Nejhorší herečka ve vedlejší roli                  | Bo Derek ve filmu Pán převleků                                                                                             |
| Nejhorší herečka ve vedlejší roli                  | Natalie Portman ve filmu Star Wars: Epizoda II – Klony útočí                                                               |
| Nejhorší herečka ve vedlejší roli                  | Rebecca Romijn ve filmu Rollerball                                                                                         |
| Nejhorší pár na plátně                             | Adriano Giannini a Madonna ve filmu Trosečníci                                                                             |
| Nejhorší pár na plátně                             | Roberto Benigni a Nicoletta Braschi ve filmu Pinocchio                                                                     |
| Nejhorší pár na plátně                             | Hayden Christensen a Natalie Portman ve filmu Star Wars: Epizoda II – Klony útočí                                          |
| Nejhorší pár na plátně                             | Eddie Murphy a Robert De Niro ve filmu Showtime, Owen Wilson ve filmu Jsem agent nebo on sám klonovaný ve filmu Pluto Nash |
| Nejhorší pár na plátně                             | Britney Spears a Anson Mount ve filmu Crossroads                                                                           |
| Nejhorší prequel, remake, rip-off nebo pokračování | Trosečníci (Screen Gems)                                                                                                   |
| Nejhorší prequel, remake, rip-off nebo pokračování | Jsem agent (Columbia) |
| Nejhorší prequel, remake, rip-off nebo pokračování | Mr. Deeds - Náhodný milionář (Columbia/New Line Cinema)                                                                    |
| Nejhorší prequel, remake, rip-off nebo pokračování | Pinocchio (Miramax) |
| Nejhorší prequel, remake, rip-off nebo pokračování | Star Wars: Epizoda II – Klony útočí (20th Century Fox)                                                                     |
| Nejhorší režie                                     | Guy Ritchie za film Trosečníci                                                                                             |
| Nejhorší režie                                     | Roberto Benigni za film Pinocchio                                                                                          |
| Nejhorší režie                                     | Tamra Davis za film Crossroads                                                                                             |
| Nejhorší režie                                     | George Lucas za film Star Wars: Epizoda II – Klony útočí                                                                   |
| Nejhorší režie                                     | Ron Underwood za film Pluto Nash                                                                                           |
| Nejhorší scénář                                    | Star Wars: Epizoda II – Klony útočí, scénář George Lucas a Jonathan Hales                                                  |
| Nejhorší scénář                                    | Pluto Nash, napsal Neil Cuthbert                                                                                           |
| Nejhorší scénář                                    | Crossroads, napsala Shonda Rhimes                                                                                          |
| Nejhorší scénář                                    | Pinocchio, scénář Vincenzo Cerami a Roberto Benigni                                                                        |
| Nejhorší scénář                                    | Trosečníci, napsal Guy Ritchie                                                                                             |
| Nejhorší filmová píseň                             | I'm Not a Girl, Not Yet a Woman z filmu Crossroads - Max Martin, Rami a Dido                                               |
| Nejhorší filmová píseň                             | Die Another Day z filmu Dnes neumírej od Madonny a Mirwais Ahmadzai                                                        |
| Nejhorší filmová píseň                             | Overprotected" z filmu Crossroads - Max Martin a Rami                                                                      |
| Nejvíce nafouknutý teenagerský film                | Jackass: Film (Paramount)                                                                                                  |
| Nejvíce nafouknutý teenagerský film                | Osm bláznivých večerů (Columbia)                                                                                           |
| Nejvíce nafouknutý teenagerský film                | Crossroads (Paramount) |
| Nejvíce nafouknutý teenagerský film                | Scooby-Doo (Warner Bros.)                                                                                                  |
| Nejvíce nafouknutý teenagerský film                | xXx (Columbia/Revolution)                                                                                                  |